# Kenneth Germeshausen
Kenneth Joseph Germeshausen (Woodland, Kalifornia, 1907 – Weston, Massachusetts, 1990) az MIT villamosmérnöki karának nyugalmazott egyetemi tanára, a nagy sebességű fotózás feltalálója, a tyratron úttörő munkása.

## Életpályája
Germeshausen 1907-ben született a kaliforniai Woodland-ban. Villamosmérnöki tanulmányait 1931-ben fejezte be az MIT-n. Hamarosan társas viszonyt alakított Harold E. "Doc" Edgerton egyetemi tanárral a nagy sebességű fotózás és a sztroboszkóp gyakorlati alkalmazásának tanulmányozására.
1934-ben csatlakozott hozzájuk az újonnan végzett Herbert E. Grier és együtt alapították meg az azóta híressé vált Edgerton, Germeshausen és Grier, Inc. (EG&G) honvédelmi céget, amit csak 1947-ben részvényesítettek. Munkásságuk a radar-, és atomfegyverek fejlesztése területén alapvető fontosságúnak tekinthető. Germeshausen az EG&G vezérigazgatója volt nyugdíjba vonulásáig (1972). Több mint 50 szabadalom őrzi nevét, melyek legfontosabbjai a nagy-energiájú rövidtartamú elektromos impulzus gerjesztésével és mérésével foglalkozik.
83 éves korában hunyt el a Massachusetts-beli Weston-ban.
Feleségével közösen alapította meg a napjaink egyik legfontosabb jótékonysági intézményét a Germeshausen Foundation Inc, melyet Pauline Germeshausen 2005 februárjáig személyesen irányított.
Kenneth Joseph Germeshausen ismertebb tanítványai:
- Jay Wright Forrester az MIT Sloan Menedzsment Iskolájának egyetemi tanára, a rendszerdinamika megalapítója, az amerikai haditengerészet “Forgószél” nevű analóg számítógépe, a SAGE (“Bölcs”) nevű légvédelmi rendszer fejlesztője, a véletlen-elérésű mágnes-mag memória feltalálója.
- Robert Langer az MIT vegyészmérnöki karának egyetemi tanára, a biokompatibilis polimertechnológia felfedezője (20 milliárd U$D ipar), az akadémia és az ipar közötti híd neves és nagyon aktív (>500 találmány) építője.